# Odinophora siderea
Odinophora siderea är en stekelart som beskrevs av Schwarz 2004. Odinophora siderea ingår i släktet Odinophora och familjen brokparasitsteklar. Inga underarter finns listade i Catalogue of Life.